# Mémorial de Verdun
Le Mémorial de Verdun est un musée consacré à l'histoire et à la mémoire de la bataille de Verdun de 1916, situé à Fleury-devant-Douaumont, à quelques kilomètres de Verdun, dans le département de la Meuse en région Grand Est.
Créé en 1967 à l'initiative du Comité National du Souvenir de Verdun et de son président Maurice Genevoix, le musée est alors un lieu de mémoire pour les anciens combattants de la Première Guerre mondiale. De fin 2013 à début 2016, le Mémorial ferme pour des travaux de rénovation et d'agrandissement. Le 21 février 2016, il rouvre à l'occasion du centenaire du début de la bataille de Verdun. La scénographie du musée est modernisée et plus pédagogique, et le conflit est désormais présenté sous un point de vue franco-allemand.

## Histoire du musée

### Création
En 1939, la Fédération nationale André Maginot a l'idée de construire un mémorial-musée sur la guerre, mais le projet est interrompu par le début de la Seconde Guerre mondiale.
En 1951, le Comité National du Souvenir de Verdun (C.N.S.V.) est créé avec pour président le secrétaire perpétuel de l'Académie française et ancien combattant Maurice Genevoix. Le 23 octobre 1960, le comité décide, sous l'impulsion de son président, d'édifier un lieu de mémoire à l'emplacement de l'ancienne gare de Fleury-devant-Douaumont, l'un des villages français détruits durant la Première Guerre mondiale. Reconnue d'utilité publique par décret du 6 février 1962, l'association lance une souscription nationale pour la construction du mémorial.
La première pierre est posée en juin 1963 et les travaux sont confiés à l'architecte et ancien combattant Charles Legrand. À la mort de ce dernier en avril 1964 dans un accident de voiture, Marcel Bidault reprend les rênes du chantier.
Fernand Ducom, ancien combattant et premier conservateur du Mémorial, précise le 7 octobre 1966 : « Il manquait au secteur de Verdun, à côté de ses forts et de ses cimetières, un endroit où la bataille pût être reconstituée et expliquée ».

Le mémorial de Verdun est inauguré le 17 septembre 1967 en présence d'Henri Duvillard, ministre des Anciens combattants.

« Ce Mémorial a été édifié par les survivants de Verdun, en souvenir de leurs camarades tombés dans la bataille pour que ceux qui viennent se recueillir et méditer aux lieux mêmes de leur sacrifice, comprennent l’idéal et la foi qui les ont inspirés et soutenus »

— Maurice Genevoix
En 2006, le Mémorial se dote d'un comité scientifique placé sous la présidence de l'historien Antoine Prost. Il doit affirmer le musée en tant que lieu de recherche et de débat scientifique.

### Travaux de rénovation (2013-2016)

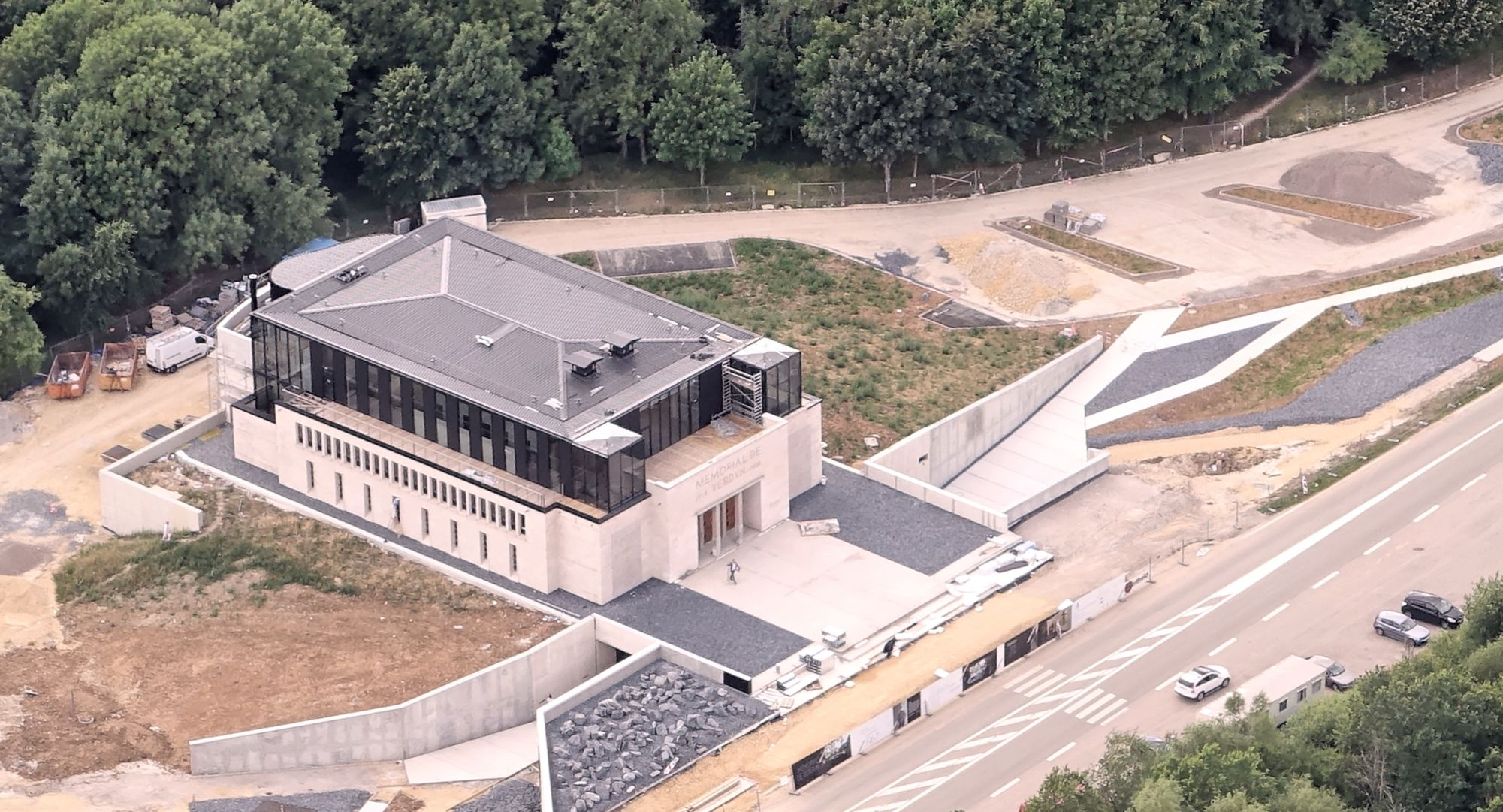
Mémorial de Verdun en travaux en août 2015.

En 2008, après la disparition du dernier poilu, une réflexion est engagée pour moderniser le musée, jugé trop austère par le public. Mais des désaccords entre le conseil général de la Meuse et la mairie de Verdun retardent le projet.
Finalement, le 1er septembre 2013, le Mémorial ferme pour être rénové et agrandi,. Les travaux débutent le mois suivant, pour un montant de 12,5 million d'euros, financé à 90 % par des fonds publics. Ils consistent en l'ajout d'une surface de 1 900 m2 au musée : un nouvel étage de 600 m2 au-dessus du Mémorial, deux ailes de 345 m2 chacune encadrant l'édifice, et un espace d'accueil du public de 700 m2 au niveau des parkings. Les accès sont modernisés.
Durant les travaux, les collections et les bureaux sont déménagés au Centre mondial de la paix à Verdun. Certains objets sont présentés dans une exposition intitulée « Que reste-t-il de la Grande Guerre » et inaugurée en mai 2014,. Les œuvres sont identifiées et documentées, et plus d'une centaine d'objets sont restaurés. Le musée fait l'acquisition de nouveaux objets et s'en voit prêter d'autres par des institutions françaises et étrangères.
Le comité scientifique fait adopter au musée une vision franco-allemande de la bataille, et pas seulement le point de vue français tel qu'auparavant. La scénographie du musée est revue pour en faire un lieu plus axé sur la pédagogie, en phase avec la jeune génération qui ne connaît plus les détails de la bataille de Verdun. Les objets exposés sont enrichis de documents sonores, de vidéos, de photographies et de témoignages.

### Réouverture en 2016
Le 21 février 2016, le Mémorial rouvre à l’occasion de la date anniversaire du centenaire du début de la bataille de Verdun, en présence de Jean-Marc Todeschini, secrétaire d'État des Anciens combattants. La réouverture au public a lieu le lendemain.
L'inauguration officielle a lieu le 29 mai 2016, à la même date qu'avait choisie le général de Gaulle pour fêter le cinquantenaire de la bataille en 1966. Le président de la République française François Hollande et la chancelière fédérale d'Allemagne Angela Merkel sont présents pour montrer l'amitié franco-allemande.

## Direction du musée
Le Mémorial de Verdun est une structure associative gérée par le Comité National du Souvenir de Verdun (C.N.S.V.). Le conseil d'administration est composé de délégués d'associations combattantes et du conseil départemental de la Meuse.
Directeur du Mémorial de Verdun
- Colonel Léon Rodier : de 1971 à 1994[1]
- Colonel Jean-Claude Farinet : de 1994 à 2005[15]
- Colonel Henri Schwindt : du 2 janvier 2005 au 30 septembre 2005[16]
- Colonel Xavier Pierson : du 1er octobre 2005 au 31 janvier 2015[17]
- Thierry Hubscher : du 1er février 2015 au 6 septembre 2021[18]
- Nicolas Barret : depuis le 6 septembre 2021[19]

Commissaire de l'exposition permanente
- Édith Desrousseaux de Medrano

Comité scientifique
Depuis 2006, le Mémorial est doté d'un comité scientifique présidé par l'historien Antoine Prost puis par l'historien François Cochet, à partir de septembre 2019, et regroupant des universitaires et des chercheurs français, allemands, américains et britanniques. Son rôle est de proposer des thèmes pour les colloques et les expositions temporaires, de les animer, de soutenir la recherche universitaire et d'élaborer des ouvrages sur le sujet de la guerre, et de réfléchir à l'orientation historique du musée.

## Le musée

### Muséographie
Depuis la rénovation, le Mémorial présente la bataille de Verdun de 1916 d'un point de vue franco-allemand. Il raconte la guerre telle qu'elle a été vécue des deux côtés du front,.
L'exposition permanente s'étend sur 1 500 m2 sur les trois niveaux du Mémorial,, :
- Le rez-de-chaussée présente l'histoire de la bataille de Verdun et fait découvrir aux visiteurs la vie d'un soldat en première ligne. Un spectacle audiovisuel évoque l'expérience des combats. Dans une aile du musée, les canons d'artillerie et les camions de la Voie sacrée montrent la logistique militaire. Une crypte permet de voir l'intimité d'un soldat caché dans son trou d'obus.
- Le premier étage présente l'environnement de la bataille. Le visiteur découvre le rôle du commandement mais aussi la vie à l'arrière-front avec les services de santé et l'aviation. Dans le hall d'entrée originel du musée, un espace déroule l'histoire du Mémorial lui-même.
- Au dernier étage, une terrasse permet de découvrir le paysage du champ de bataille, accompagné d'explications.

Il existe également au dernier étage un espace d'expositions temporaires de 175 m2, un centre de documentation, une salle pédagogique et un auditorium de 120 places.

### Collections
Plus de 2 000 objets sont présentés au public :
- objets militaires, tels que des uniformes, des équipements militaires, des véhicules...
- objets illustrant la vie au front, tels que des gamelles, des pipes, des outils...
- objets illustrant la vie à l'arrière, tels que des jouets, des objets patriotiques...
- objets évoquant le deuil ou les commémorations, tels que des décorations, des drapeaux...
- éléments architecturaux provenant des villages détruits.
- fonds documentaire regroupant journaux, affiches, dessins, albums photos, cartes d'État-major, livrets militaires, lettres...

Au total, les collections du musée comptent 2 avions, 20 uniformes complets, 20 carnets de route, 400 pièces d'uniformes, 600 historiques régimentaires, 4 000 plaques de verre, 10 000 objets, 7 000 cartes postales, 8 000 ouvrages et 7 000 photographies.
À l'origine, les collections sont enrichies par les objets qu'apportent les anciens combattants : uniformes, armes, documents. Il y a également du matériel lourd comme des camions, des canons ou des roulantes.
Profitant de la rénovation et du centenaire de la bataille, le musée enrichit ses collections avec des acquisitions mais aussi avec des dons. Les objets français ont notamment été complétées par des objets prêtés par des institutions allemandes. Par exemple, une veste d'artilleur allemand percée par un projectile provient du musée d'histoire militaire de Dresde.

Sélection d'objets exposés
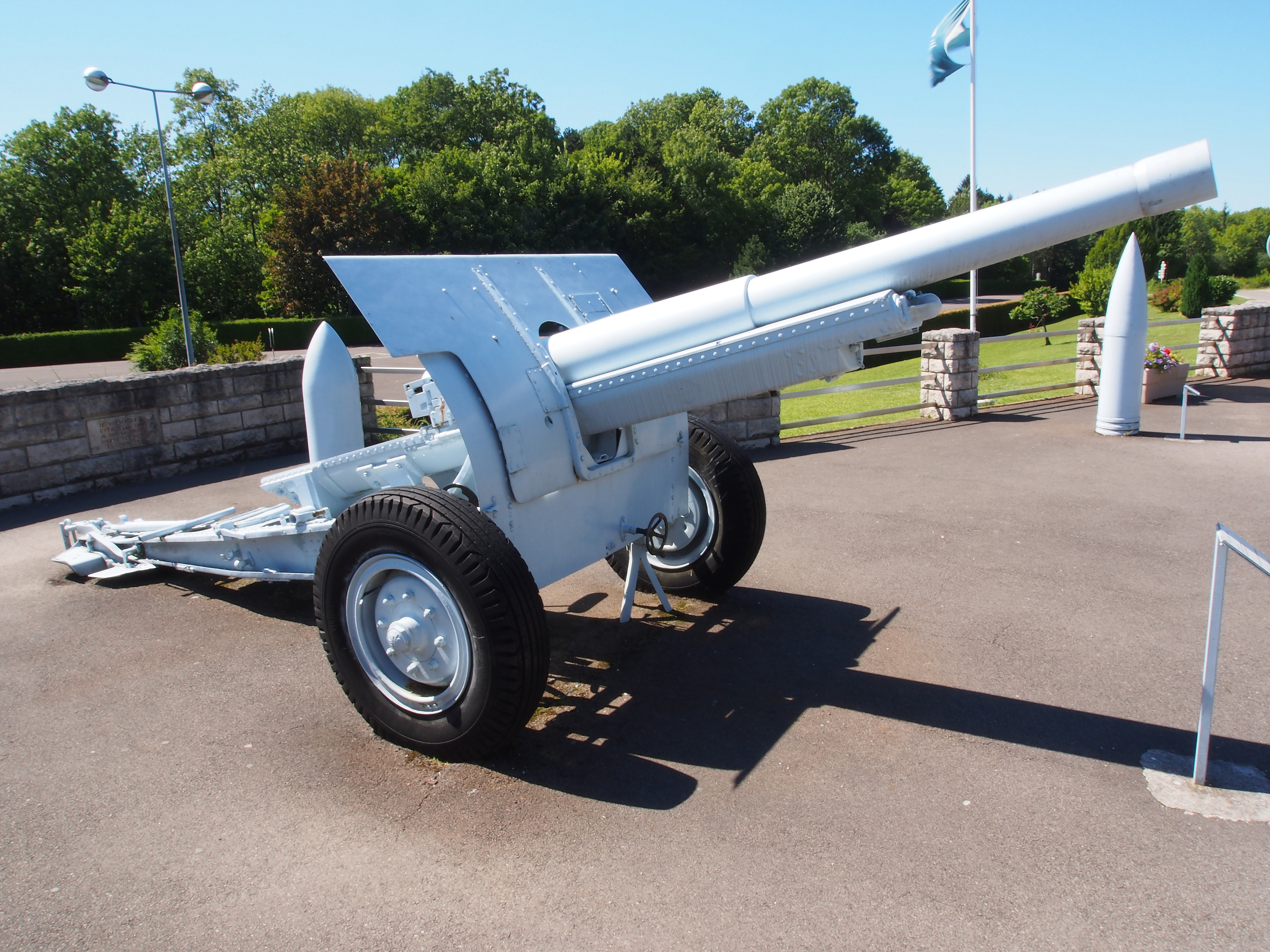
Canon de 105 mle 1913 Schneider.
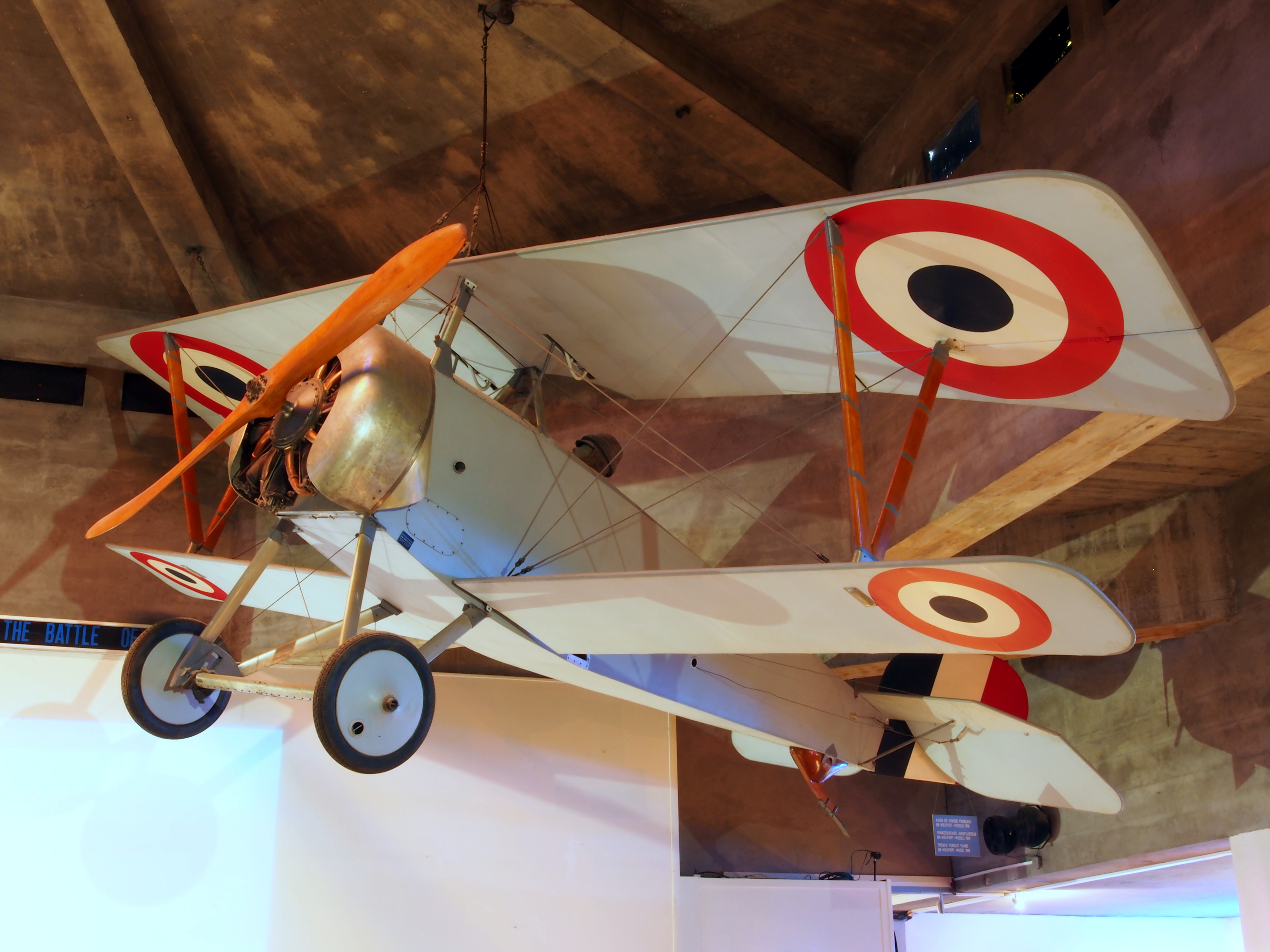
Nieuport 11 « Bébé ».
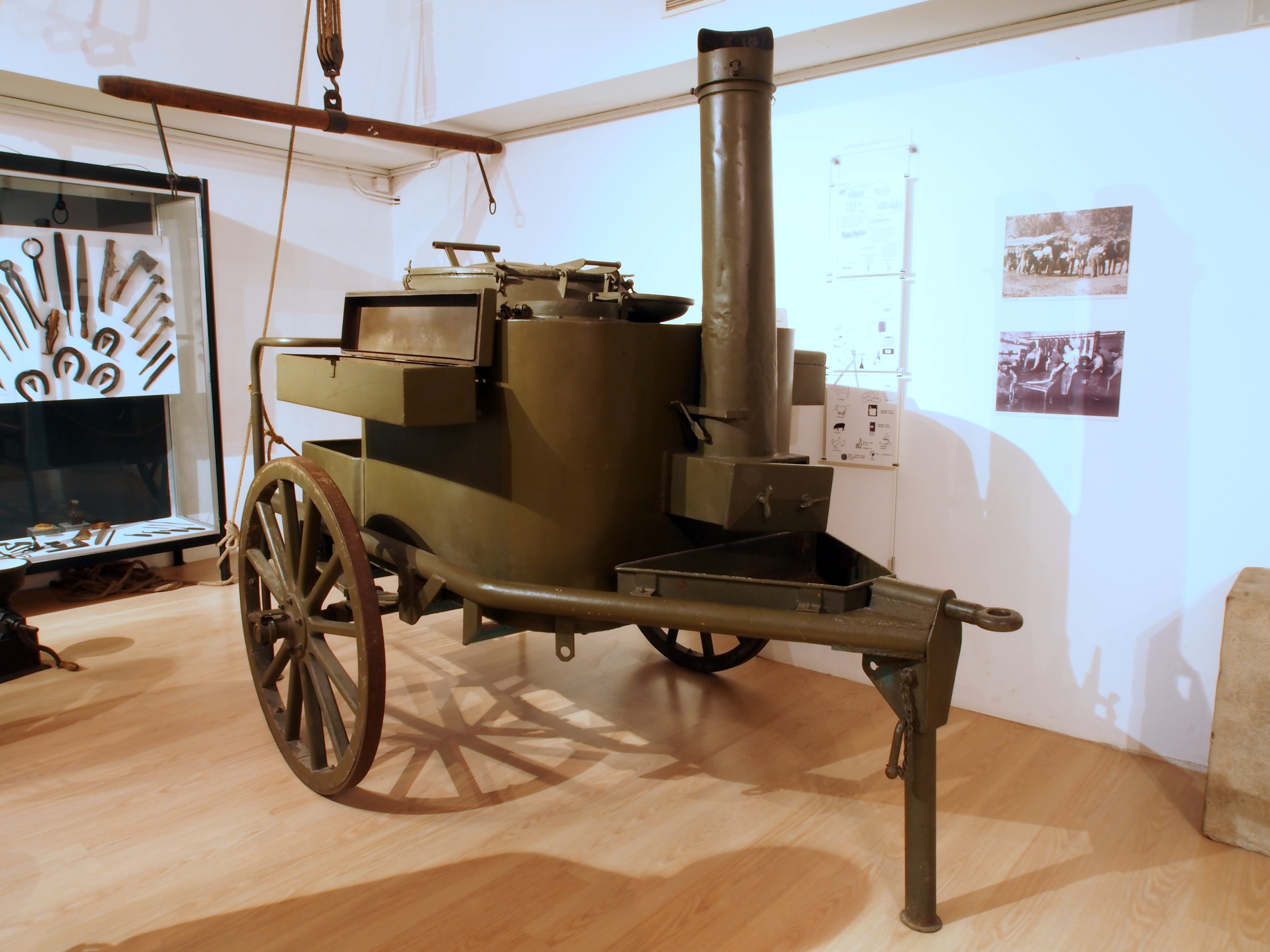
Cuisine de campagne.
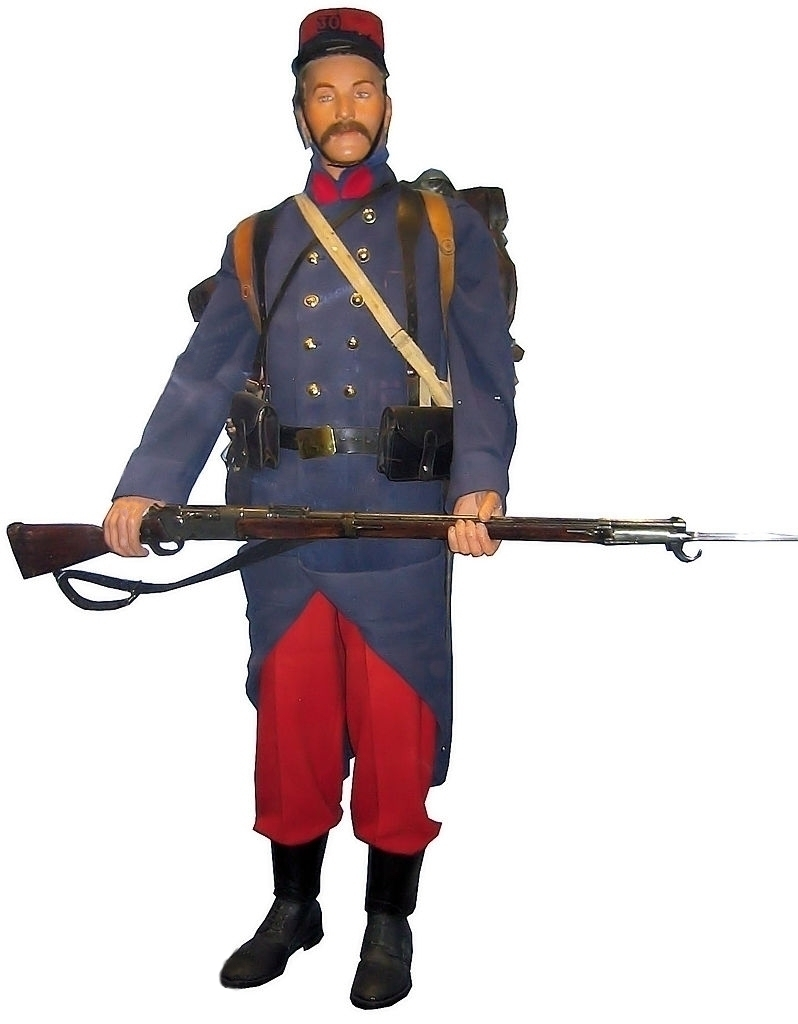
Uniforme de soldat français en 1914.
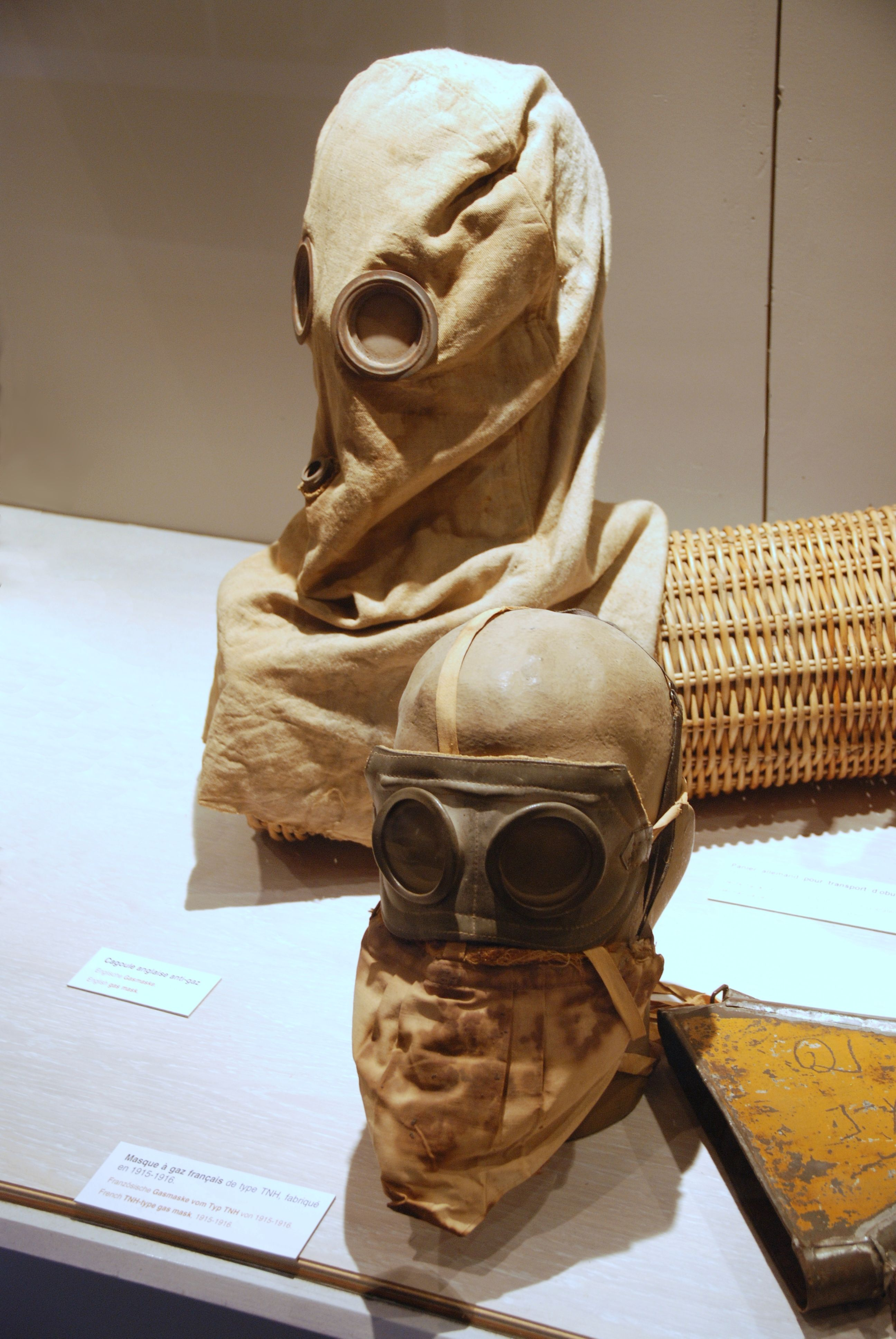
Masques à gaz français et anglais.
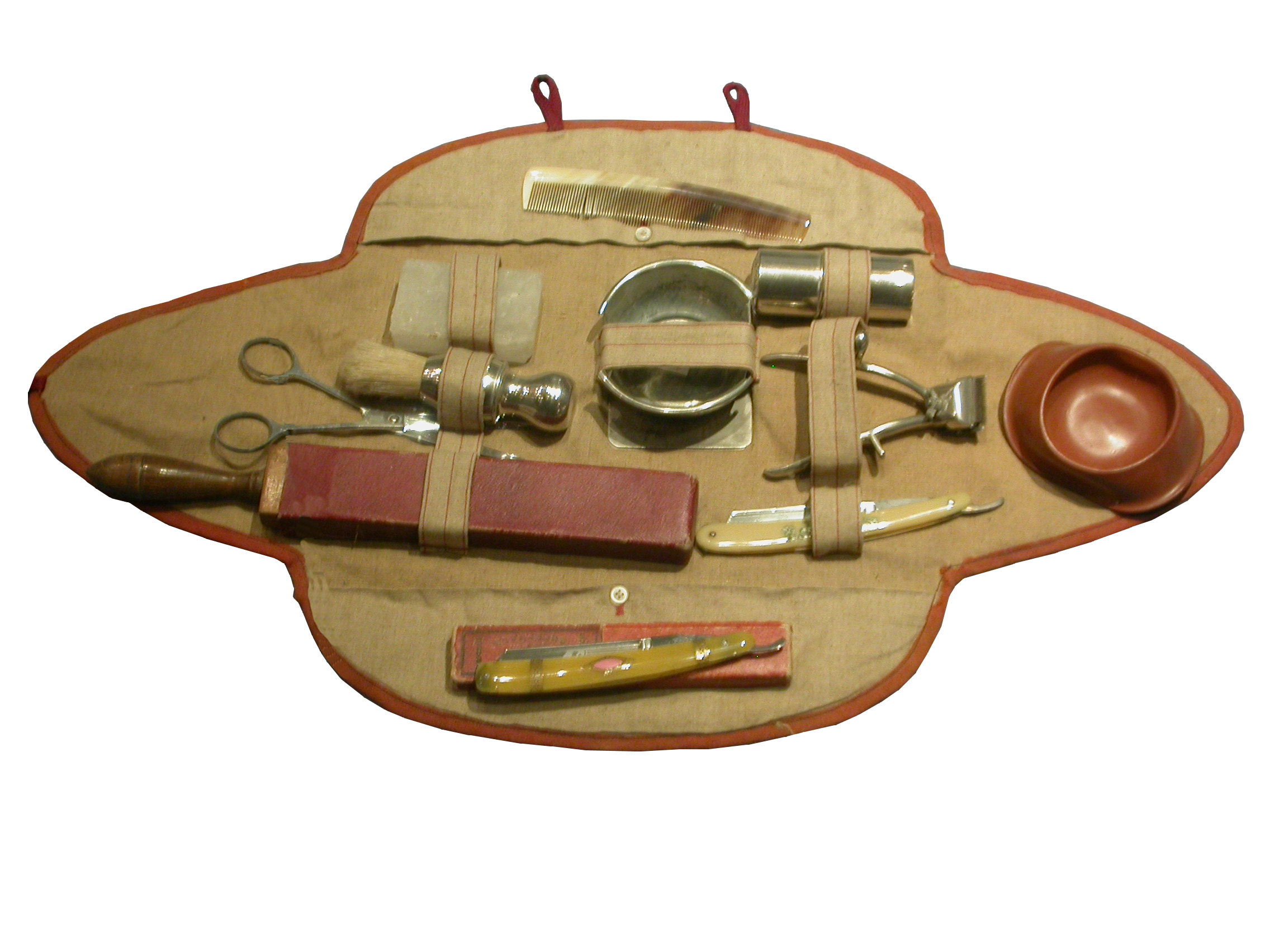
Nécessaire de toilette français.

## Fréquentation
| Année     | 2003    | 2004    | 2005    | 2006    | 2007    | 2008    | 2009    | 2010    | 2011    | 2012    | 2013 (janvier à août) | 2016    | 2017    | 2019    | 2021   | 2022    | 2023    | 2024    |
| Visiteurs | 136 724 | 134 740 | 126 560 | 131 763 | 126 450 | 118 756 | 124 789 | 104 890 | 115 062 | 110 701 | 73 020                | 191 106 | 141 393 | 145 216 | 55 390 | 111 438 | 145 497 | 143 399 |

Le nombre de visiteurs en 2013 est inférieur par rapport aux années précédentes car le musée a fermé le 1er septembre 2013. Il rouvre le 22 février 2016 avec un objectif de 200 000 visiteurs par an.